# Mangok Mathiang
Mangok Mathiang (Yuba, 8 de octubre de 1992) es un baloncestista sursudanés nacionalizado Australiano, que pertenece a los New Zealand Breakers de la NBL Australia. Con 2,08 metros de estatura, juega en la posición de ala-pívot.

## Trayectoria deportiva

### Universidad
Jugó dos temporadas con los Cardinals de la Universidad de Louisville, en las que promedió 4,8 puntos, 4,8 rebotes y 1,3 tapones por partido.

### Profesional
Tras no ser elegido en el Draft de la NBA de 2017, fue invitado por los Charlotte Hornets para participar en las Ligas de Verano de la NBA, en las que jugó en cinco partidos, en los que promedió 4,4 puntos y 5,0 rebotes. El 2 de agosto firmó un contrato de dos vías con los Charlotte Hornets para jugar además con su filial en le G League, los Greensboro Swarm. Debutó como profesional con los Hornets el 25 de octubre en un partido ante los Denver Nuggets.
En agosto de 2018 fichó por el Guerino Vanoli Basket de la Lega Basket Serie A italiana.

## Estadísticas de su carrera en la NBA

### Temporada regular
| Año     | Equipo    | PJ | PT | MPP | %TC  | %3P | %TL  | RPP | APP | ROB | TPP | PPP |
| ------- | --------- | -- | -- | --- | ---- | --- | ---- | --- | --- | --- | --- | --- |
| 2017-18 | Charlotte | 4  | 0  | 5.0 | .571 | –   | .000 | 2.5 | .0  | .3  | .0  | 2.0 |
| Total   | Total     | 4  | 0  | 5.0 | .571 | –   | .000 | 2.5 | .0  | .3  | .0  | 2.0 |